# شیخ خزعل
شیخ خَزْعَل یا خَزْعَل کَعبی (زادهٔ ۱۲۴۲، بصره – درگذشتهٔ ۱۴ خرداد ۱۳۱۵، تهران) حکمران خرمشهر در زمان ایران قاجاری و رئیس قبیلهٔ بنی‌کعب در خوزستان بود. وی پس از به قتل رساندن برادرش مزعل به ریاست این قبیله رسیده بود. خزعل به نصرت‌الملک، معزالسلطنه، سردار اقدس و سردار ارفع ملقب بود و رتبهٔ امیرتومانی و سپس امیرنویانی داشت.
نام شیخ خزعل، در زمانی که بیشترین قدرت را به دست آورده بود به عنوان حاکم خرمشهر ثبت گردیده است. حاکم خوزستان و اهواز در آن زمان حشمت‌الدوله شاهزاده قاجار بود، که در شوشتر و اهواز اقامت داشت. با وجود حضور این شاهزاده قاجار به عنوان حاکم خوزستان و نیز سرهنگ رضاقلی خان ارغون فرمانده سپاه قاجاری خوزستان، سلطه سردار اسعد بختیاری، برادران و عموزادگان وی، که از پشتیبانی طوایف بختیاری و سواران مسلح ایل بختیاری برخوردار بودند، آنقدر زیاد بود که بر اساس اسناد و مدارک، کلیه قراردادهایی که میان دولت قاجار و شرکت نفت ایران و انگلیس منعقد می‌شد، به‌طور موازی، از طرف نمایندگان شرکت، با هیئتی از سران ایل بختیاری نیز به امضاء می‌رسید. حتی قرارداد احداث جاده اهواز به اصفهان را نیز سردار اسعد بختیاری و نه حشمت‌الدوله که در اهواز بود، امضا نموده است.
خزعل در سال ۱۲۸۰ به جای برادرش شیخ مزعل که به دست او به قتل رسیده بود، از طرف مظفرالدین‌شاه با درجهٔ امیرتومانی و لقب معزالسلطنه به حکمرانی محمره و سرحد داری آنجا تعیین گردید. در نهایت، در تاریخ ۱۴ خرداد ۱۳۱۵ وی که تحت مراقبت شدید شهربانی قرار داشت به دستور رضا شاه کشته شد.
خزعل کعبی در یکی از مکاتباتش با سردار بختیاری این سلطه و فرمانبرداری‌اش را از حاکم خوزستان و سردار بختیاری آشکار می‌نماید:
 خدمت حضرت آقای صمصام السلطنه [بختیاری] دامت شوکته، عرض ارادت دارم و از سلامت وجود مبارک استعلام می‌نمایم، انجمن ولایتی (محمره) تشکیل، گمرک (منطقه محمره و حویزه) ضبط که وجوهات به تهران نرود. جهاز مظفری دولتی هم در محمره توقیف دارم، اگر لازم بدانند … خدمت جنابان آجل آقای سالار حشمت و منتظم الدوله دام اقبالهما عرض ارادت دارد. حاجی رئیس به عرض عبودیت حاضر، فرمایشات مترصد است. ۷ ربیع‌الاول ۱۳۲۷ه‍. ق، خزعل.

## اوایل زندگی
خزعل در سال ۱۸۶۱ میلادی در بصره (دولت عثمانی) متولد شد. او متعلق به طایفهٔ عرب بنی‌کعب بود و پسر جابرخان نصرالملک، حکمران محمره بود. پس از مرگ پدرش، برادرانش شیخ مزعل و شیخ محمد بر سر جانشینی با یکدیگر درگیر شدند. محمد که پسر بزرگ‌تر بود، در مقابل عشیره کاری از پیش نبرد و چون آنان مزعل را می‌خواستند شاه نیز لقب نصرت‌الملک را که از آنِ شیخ جابر بود، به مزعل داد. شیخ مزعل پس از به قدرت رسیدن، با برادر کوچک‌ترش خزعل که نزد او می‌زیست، بدرفتاری می‌کرد. در نتیجه، این دو برادر به یکدیگر اعتمادی نداشتند. در سال ۱۸۹۷، خزعل با به قتل رساندن مزعل به قدرت رسید و با اعمال خشونت و شدت عمل، مخالفت اعضای طایفه و حتی اغلب شیوخ عرب را خنثی ساخت.

## قدرت‌گیری
خزعل در ژوئن ۱۸۹۷، پس از کشتن برادرش مزعل، شیخ قبیله بنی کعب و همچنین شهر محمره (خرمشهر) شد. طبق گزارش‌ها، قاتلان واقعی مزعل «سه نفر سیاهپوست» بودند و گمان می‌رود که توطئه‌ای در کار بوده و همهٔ رؤسای قبیلهٔ محیسن و اکثر بستگان مزعل در آن شرکت داشتند. در ابتدا تصور می‌شد که خزعل در این توطئه نقش مستقیم نداشت، اما سفیر بریتانیا در تهران از خزعل به عنوان محرک اصلی یاد کرد. همین سفیر بعداً در یادداشتی به صراحت اعلام کرد که خزعل «برادرش را به قتل رساند». بدین‌ترتیب خزعل، شیخِ عشیره محیسن شد و از مظفرالدین‌شاه حکمرانی و سرحدداری محمره و لقب معزالسلطنه و درجهٔ امیرتومانی را دریافت کرد. از جملهٔ اقدامات خزعل برای تثبیت وضع خویش در خوزستان، از میان برداشتن شیوخ قبایلی چون شیخِ آل‌خمیس، شیخِ بنی‌طُرَف و شیخِ هویزه بود که به این ترتیب عشایر آنان زیرنفوذ شیخ خزعل قرار گرفتند.
شیخ خزعل ناحیهٔ حکمرانی خود در محمره و شادگان را از حکومت خوزستان مجزا کرد. هم‌زمان با افزایش قدرت شیخ خزعل در خوزستان و به سبب اعطای امتیاز نفت به دارسی در ۲۸ مه ۱۹۰۱ توجه انگلیسی‌ها به آن منطقه دوچندان شد و برای آنکه در آنجا شورشی روی ندهد، از شیخ خزعل حمایت کردند.

## خزعل کعبی و گمرکات خرمشهر
مسئلهٔ دیگر خزعل، گمرکات خرمشهر بود که خاندان وی پیش از ۱۲۷۹ ه‍.خ آن را برای حدود شصت سال اجاره کرده بودند، از بابت آن سودی حدود هشت‌هزار لیرهٔ استرلینگ به دولت مرکزی می‌پرداختند و در مقابل ظاهراً به همان میزان نیز خود می‌بردند. دیری نپایید که دولت مرکزی خواستار بهبود اوضاع گمرکات شد تا از این طریق عایدی خود را افزایش دهد. حکومت مرکزی در پی تحقق اهداف خود بر آن شد تا اجاره‌داری عوارض گمرکی را ملغی و نظام جمع‌آوری مستقیم مالیات را پی‌ریزی کند. به همین دلیل تعدادی بلژیکی به کار گرفت. خزعل از این امر به شدت ناراحت و دست به کار شد. از دولت انگلستان خواست که به حکومت مرکزی ایران فشار بیاورد، تا از پیشنهادهای اصلاحی‌اش در مورد گمرک خوزستان درگذرد؛ اما تقاضای وی دولت انگلستان را با مشکل مواجه می‌ساخت؛ زیرا آنان تصور می‌کردند این کار ممکن است به آشوب‌های عشایری در منطقه بینجامد و منافع تجاری آنان را به خطر اندازد. بعد از مدتی خزعل را متقاعد کرد تا با دولت مرکزی به توافق برسد.

## روابط خزعل کعبی با ترک‌های قشقایی و لرهای بختیاری

از چپ به راست: رضاقلی‌خان نظام‌السلطنهٔ مافی رئیس حکومت موقت مهاجرین - نفر دوم خزعل کعبی، فرمانروای محمره؛ لباس شیخ خزعل، علائم و نشانه‌ها قاجاری است. در یک دیدار رسمی این عکس پس از ملاقات و مذاکرات محرمانهٔ نظام‌السلطنه و خزعل در سال ۱۲۹۵ ه‍.خ گرفته شده است

ورود بختیاری‌ها به دایرهٔ حکومت مرکزی به ویژه وزارت کشور و سپس تعیین استانداران و فرماندهان جنوب کشور موجب تشویش و نگرانی رقیب یعنی ایل قشقایی شد. سردار اسعد بختیاری در مقام وزیر کشور، دست به اقداماتی زد که این نگرانی را تشدید می‌کرد و آن مداخله در امور داخلی ایل قشقایی بود. از این رو قشقایی‌ها با شیخ خزعل و غلامرضاخان، سردار اشرف لر، در لرستان دست اتحاد و دوستی دادند. با این حال گاه منافع شیخ خزعل در اتحاد با بختیاری‌ها در مقابله با حکومت مرکزی تأمین می‌شد. در تاریخ ۱۲۸۸ ه‍.خ قراردادی بین شیخ خزعل و خان‌های بختیاری امضا شد. با این هدف دو سال بعد بین شیخ خزعل و صولت‌الدوله قشقایی نیز قراردادی منعقد گردید. این در حالی بود که خان‌های بختیاری به انگلستان نیز وفادار بودند و با سایر متحدین بریتانیا به‌ویژه شیخ خزعل همکاری می‌کردند. توافق‌نامه‌ای که در دی ماه ۱۲۹۴ بین وزیر مختار انگلستان و خان‌های بختیاری و لرستانی امضا شده بود، مقرر می‌داشت، خان‌های بختیاری نظم را در منطقهٔ خود حفظ کرده، علیه انگلستان دست به اسلحه نبرند و از ورود دشمنان انگلستان به منطقه جلوگیری کنند و رابطهٔ دوستانهٔ خود را با شیخ خزعل حفظ کنند و در عوض دولت بریتانیا پس از جنگ، سرزمین بختیاری را به رسمیت شناسد و از کمک به آن‌ها دریغ نورزد.

## روابط خزعل با سران لر لرستان
قبایل لر در واقع بی آن که شورشی کرده باشند یا به جنگ پرداخته باشند، ناحیهٔ لرستان را به صورت دژ تسخیرناپذیری درآورده بودند. تمام مردان لر مسلح بودند و بدون آن که سوء نیتی داشته باشند. این اقتدار سران لر باعث شده بود تا خزعل خود را با وصلت فامیلی و به عقد درآوردن دختر خود نافله برای یکی از سران بیرانوند به ایشان نزدیک کند.

## روابط خزعل بادولت قاجار
وضعیت خوزستان در روزگار مظفرالدین‌شاه قاجار دچار وضعیتی بحرانی بود. از یک سو، خزعل دست به هر کاری می‌زد، تا پایه‌های حکومت خود را مستحکم‌تر کند و از طرف دیگر خانان بختیاری در زمستان‌ها منطقه را مورد حمله و قتل و غارت قرار می‌دادند. شیخ خزعل نیز از این فرصت استفاده کرد و برای بسط قدرت و نفوذ خود در اطراف محمره توسط مشاور و پیشکار خود حاج محمدعلی بهبهانی معروف به «رئیس‌التجار» با دولت مرکزی وارد گفتگو شد و سرانجام توانست حکمرانی اهواز را به دست آورد و جزیرهٔ آبادان، بهمنشیر، رود کارون، هندیجان، ده ملا و شادگان را به عنوان املاک شخصی صاحب گردد. اگر چه این املاک قابل فروش به بیگانگان نبود؛ اما اجاره دادن به آنان مانعی نداشت. خود این اصل بعدها زمینه‌ای برای ایفای نقش خزعل در حفظ منافع شرکت نفت ایران و انگلیس در خوزستان شد. از سوی دیگر وی، برای تحکیم پایه‌های قدرت خود با خاندان قاجار وصلت کرد. با وقوع انقلاب مشروطه در سال ۱۲۸۵ ه‍.خ میدان برای فعالیت هر چه بیشتر شیخ خزعل باز شد. وی مشایخ عرب از جمله حویزه، شیخ بنی‌طرف، شیخ آل کثیر، شیخ آل‌خمیس و… را از میان برداشت و عشایر ایشان را تحت فرمان خود درآورد و آنان را مجبور ساخت که مالیات خود را به صورت تمام و کمال به شیخ بپردازند. دولت مرکزی ایران به علت نداشتن نیروی نظامی کارآمد و منظم در هنگام وقوع انقلاب مشروطیت، در وضعیتی نبود که بتواند به اوضاع جنوب‌غربی کشور توجه داشته باشد.
به گفتهٔ شیخ خزعل محصول خرمایش آن چنان عایدی زیادی داشت که در هندوستان او را به همین جهت «ملک‌التمر» می‌نامیدند. با این حال وی در محمره و آبادان و ناصری (اهواز) فروش نان و گوشت و چیزهای خوردنی را آزاد نگذاشته بود و به ضمانت کونتران می‌داد و از این راه سالانه سود گزافی می‌برد. اوضاع بدین صورت سپری می‌شد، تا این که احمدشاه قاجار رسید. احمدشاه قاجار نیز به علت نداشتن لیاقت و سن کافی، برخوردی با خزعل نداشت تا این که رضاخان به قدرت رسید.

## روابط خزعل کعبی بابریتانیاو حمایتدولت بریتانیا

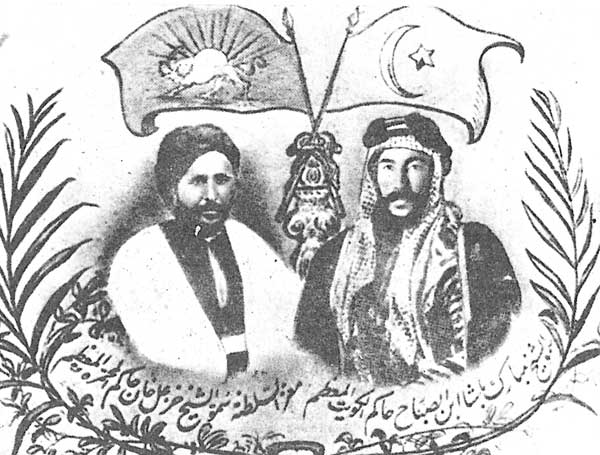
نام و تصویر شیخ خزعل به عنوان «حاکم المحمره المعظم» در کنار امیر کویت

پس از کشف نفت در مسجد سلیمان و خوزستان توسط شرکت سندیکای امتیازات چند ماه بعد در ماه آوریل ۱۹۰۹ م. (فروردین ۱۲۸۸ ه‍.خ) شرکت نفت ایران و انگلیس با سرمایهٔ ۲ میلیون لیره تأسیس شد و در لندن به ثبت رسید و جانشین شرکت «سندیکای امتیازات» شد. این شرکت یک سری قراردادها با سران بختیاری و شیخ خزعل منعقد نمود. از جمله در سال ۱۹۰۹ م. (۱۲۸۸ ه‍.خ) شرکت نفت قراردادی با شیخ خزعل منعقد نمود و یک مایل مربع از اراضی آبادان را برای ایجاد پالایشگاه از او خریداری نمود. سال بعد ساختن پالایشگاه شروع و سه سال بعد خاتمه یافت. به موجب قرارداد دیگری که شرکت با شیخ خزعل داشت، وی حفاظت ناحیهٔ آبادان را در مقابل مبلغی که شرکت می‌پرداخت، عهده‌دار بود و همین امر باعث پیشرفت روند روبه‌رشد کارهای این شرکت بود؛ اما حقیقت امر این بود که شرکت یعنی عامل سیاست امپریالیسم بریتانیا به جای آن که در تقویت دولت مرکزی بکوشد و از دولت ایران ایجاد امنیت را در منطقهٔ نفت‌خیز بخواهد، صلاح خود را در این دیده بود که با دادن رشوه دل خان‌های بختیاری و سران متنفذ خوزستان مانند شیخ خزعل را به دست آورد، تا هم از تجاوز احتمالی آنان به منطقه در امان بماند و هم دولت مرکزی ایران را ضعیف وانمود کند. چنان‌که در سال ۱۹۱۹ م. (۱۲۹۸ ه‍.خ) خزعل را به درجه KCIE (شوالیه فرمانده افتخاری نشان امپراتوری هند) منحصر کرده بود. کنسول بریتانیا در اهواز «جی بی بیل» طی نامه‌ای کاملاً محرمانه به مأمور سیاسی بریتانیا در بوشهر مورخ ۳۰ ژوئن ۱۹۲۳ (۸ تیر ۱۳۰۲) از او می‌خواهد، برای حفظ حوزه‌های نفتی بر اساس پیش‌بینی شده در آن نامه، با شیخ خزعل همکاری صمیمانه و تنگاتنگی به عمل آورد. بیل در سپتامبر ۱۹۲۳ (شهریور ۱۳۰۲) در تلگرافی که به خزعل مخابره می‌کند، او را اعلیحضرت خطاب کرده بود. شیخ نیز برای باقی‌ماندنش در مسند حکمرانی و حفظ موقعیت خود در منطقه به خواسته‌های بریتانیایی‌ها جواب مثبت می‌داد. چنان‌که خود شیخ خزعل در این باره چنین اظهار داشته است: «من برای حفظ خود و دارایی‌ای که دارم چون مأیوس از دولتم چاره ندارم جز این که مناسبات خود را با انگلیسی‌ها محکم نمایم».
به همین جهت سرپرسی کاکس نماینده استعماربریتانیا در خلیج فارس در تاریخ ۲۱ نوامبر ۱۹۱۴ ضمانت نامه ای می‌فرستد بدین مضمون:
اکنون اختیار دارم به جنابعالی تضمین بدهم که حکومت بریتانیا آمادگی دارد تا در صورت بروز هرگونه تغییر در حکومت ایران و نیز در صورتی که حکومت ایران قصد دست اندازی و تجاوز به صلاحیت و حقوق مشروع یا اموال و دارایی شما در ایران را داشته باشد، هر نوع حمایتی را که برای یافتن راه حل مورد رضایت شما و ما ضروری باشد عرضه نماید. این تضمین نامه تا زمانی که شما در برابر حکومت ایران به صلاحدید و مشورت حکومت بریتانیا گوش فرا دهید، ما نیز در حفظ موقعیت اقتدار محلی جنابعالی به بهترین وجه اقدام خواهیم کرد.

## خزعل کعبی وجنگ جهانی اول

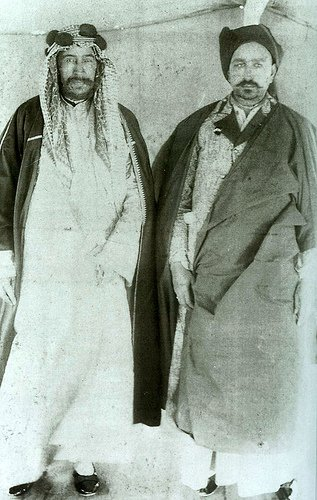
شیخ خزعل بن جابر (راست) و شیخ مبارک الصباح (چپ) امیر کویت

با آغاز جنگ جهانی اول در سال (۱۹۱۸–۱۹۱۷ م) نیروهای بریتانیا به بهانهٔ حفظ حکومت شیخ خزعل و مناطق نفتی جنوب و مقابله با دولت عثمانی، خوزستان را متصرف شدند. شیخ خزعل در لشکرکشی‌های بریتانیا همدست آنان بود و خودسرانه با ترکان عثمانی دشمنی می‌کرد و اطلاعاتی دربارهٔ عملیات عثمانی‌ها در عراق به دولت بریتانیا می‌داد. از سوی دیگر بریتانیایی‌ها برای درهم شکستن مقاومت عشایر و مردم بندرهای خلیج فارس، به تقویت نیروهای نظامی خود در منطقه پرداختند و به تشکیل پلیس جنوب مبادرت کردند.

## شیخ خزعل و رضا شاه
بعد از کودتای ۱۲۹۹ ه‍.خ تا سال ۱۳۰۴ ه‍.خ شاهد قدرت‌یابی رضاخان و سقوط دولت قاجاریه (احمدشاه) در ایران هستیم که این رویداد به تغییر بافت روابط قدرت در ایران منجر گردید. مبارزهٔ بین رضاخان و شیخ خزعل از زمانی علنی شد که دکتر آرتور میلسپو مستشار آمریکایی، مالیات‌های عقب‌افتادهٔ خوزستان را مطالبه کرد. شیخ خزعل به محض دیدن نامهٔ میلسپو سخت عصبانی شد و اظهار کرد به دولت ایران بدهکار نیست و اصلاً رضاخان و میلسپو را به رسمیت نمی‌شناسد و در ضمن طی تلگرافی به رضاخان او را فردی غاصب برشمرد. شیخ خزعل که موقعیت خود را بحرانی دید ابتدا با مخالفان رضاخان در تهران و نمایندگان اقلیت مجلس چون آیت الله مدرس و شکرالله‌خان قوام‌الدوله در تهران رابطه برقرار کرد. از این رو، خزعل خود را طرفدار آزادی و قانون اساسی نشان داد و این امر برای همه بسیار غیرمنتظره بود، تا جایی که ملک‌الشعرای بهار وکیل مجلس و نماینده اقلیت هم از این اقدام شگفت‌زده شد. پس از به قدرت رسیدن رضا خان، سردار اسعد بختیاری رئیس بختیاری‌های خوزستان، امیر مجاهد بختیاری، شیخ خزعل، گروهی از سران لرهای منطقه اندیمشک در شمال خوزستان و سرهنگ رضا قلی خان ارغون که فرمانده سپاه قجری خوزستان بود کمیته‌ای به نام قیام سعادت خوزستان تشکیل دادند و ریاست شاخه نظامی آن نیز بر عهده سرهنگ رضا قلی خان ارغون گذاشته شد. در تابستان ۱۳۰۳ ه‍.ش کمیته تلگراف‌هایی مبنی بر قیام سردار سپه (رضاخان) ضد قانون اساسی و مخالفت با شاه مشروطه و غیره به اصفهان و بعضی شهرها ارسال کرد. تلگرافی نیز حاکی از ضدیت با سردار سپه و لزوم خلع او و حمایت از احمد شاه به مجلس مخابره شد.
رضاخان برای تنبیه شورشیان به سوی خوزستان حرکت کرد. وقتی به شیراز رسیده بود، تلگرافی حاکی از تسلیم از شیخ خزعل دریافت کرد با این متن:

«آستان مبارک حضرت اشرف آقای رئیس‌الوزراء دامت عظمته.
بعضی‌ها فدوی را معتقد ساخته بودند که حضرت اشرف نسبت به بنده احساسات بی‌مهری و بی‌لطفی دارند ولی بحمدالله در این اواخر مطلع گردیدم که حقیقت حال چنین نیست و این مسئله موجب امیدواری شد. البته بر خاطر مبارکه معلوم است که آن سوءتفاهم از دسائس و آنتریک‌های بعضی مغرضین و مفسدین غیر از بختیاری که البته نسبت به وجود مبارک و وجود ذی‌جود حضرت اشرف عداوت داشتند و می‌خواستند فدوی را آلت اغراض شخصیه و مقاصد دیرینه خود سازند، تقویت و فزونی یافت و بالاخره از کجی و اعوجاج این مسلک مطلع شده و اینک به عرض تأسف مبادرت نموده و از اعمال ناشایستگی که در ظرف این چند ماه گذشته از طرف این بنده نسبت به دولت علیه سرزده معذرت می‌خواهد و در آینده نیز کما فی‌السابق نهایت آمال فدوی این است که نسبت به دولت متبوعه کمال خدمتگزاری را به عمل آورده و تا آخرین درجه امکان با نهایت خلوص نیت و حسن عقیده به اجرای اوامر مبارک اقدام کنم. امیدواری کامل دارم که حضرت اشرف نیز این تأسف را پذیرفته و باز هم فدوی را مورد اعتماد قرار داده و از دولت خواهی اطمینان خواهند داشت. از قرار معلوم موکب عظمی این روزها به جنوب تشریف‌فرما می‌شود و اگر این مسئله صحیح است، خیلی شایق هستم که به شرف ملاقات نائل شده و شخصاً به آن وجود محترم که ریاست دولت متبوعه را دارا هستند، تأسفات خود را از مامضی و تأمینات خدمت‌گذاری و خلوص نیت را در آینده عرض کنم. منتظر اظهار مرحمت و اجازه شرفیابی هستم»

پاسخ رضاخان حاکی از این بود که جز به تسلیم کامل شیخ خزعل راضی نیست:

«آقای سردار اقدس، تلگراف شما را در شیراز ملاحظه کردم. معذرت و ندامت و تأسف شما را می‌پذیرم در صورت تسلیم قطعی».

در این میان انگلستان برای حفظ منابع خود در ایران و نه حمایت از شیخ خزعل، در مورد رضاخان با شیخ مذاکراتی انجام داد. از جمله کنسول انگلستان متذکر شد که مسئولیت مستقیم هر گونه آسیب به لوله‌های نفت ایران–انگلیس با دولت ایران و شخص رضاخان است. اما رضاخان که از برخورد کنسول بریتانیا سخت عصبانی شده بود، در حمله به خوزستان شتاب بیشتری نشان داد و اظهار داشت، قصد تجدید نظر در تصمیم خود ندارد و در تنبیه شورشیان، تأخیر بیشتر جایز نیست. رضاخان در سیزدهم آذر ۱۳۰۳ به محمره رفت و در کاخ فیلیهٔ خزعل سکونت کرد. بر اساس توافق حاصله بین رضاخان و شیخ خزعل به شیخ اجازه ماندن در خوزستان داده شد، مشروط بر آن که دستورهای خود را از حاکم ایالت بگیرد و پادگانی از قشون ایرانی در ایالت بماند و در مقابل، مالکیت شیخ بر املاکات و دارایی‌اش محترم شمرده و مراقبت شود تا او و خانواده‌اش آزار و اذیت نشوند؛ اما پس از مدتی به رضاخان خبر دادند که شیخ خزعل قصد دارد اموال خود را میان فرزندانش تقسیم کند و به خارج از ایران برود. از این رو رضاخان که نگران بود شیخ به عراق برود و ایجاد مزاحمت کند، در ملاقاتی با لورین از وی درخواست کرد که خزعل باید به تهران بیاید و حضور وی را صرفاً به سبب پاسخ به پرسش‌های متعدد دربارهٔ املاک و موقعیت وی برای تصویب در مجلس ذکر کرد. تسلیم شیخ به دولت مرکزی بر اساس این تفاهم صورت گرفت که رضاخان متعهد شود که هیچ گونه آسیبی به شیخ نرساند. از این رو شیخ به دلخواه خود به تهران رفت.
رضا خان، خزعل کعبی را در ششم دسامبر ۱۹۲۴ (شنبه پانزدهم آذر ۱۳۰۳ - نهم جمادی‌الاول ۱۳۴۳) ملاقات کرد. قبل از این ملاقات، خزعل از او خواسته بود تا یکی از معتمدینش را برای شنیدن عریضه حالش و رساندن آن به رضاخان بفرستد. رضاخان یکی از معتمدین شخصی‌اش، دبیراعظم بهرامی را برای دیدار خزعل فرستاد. در این ملاقات، خزعل پیشنهاد کرد که از آنجا که رضاخان در آینده شاه بعدی ایران می‌شود، همین‌طور، در نیاز به وارث بلافصل، خزعل یکی از نوه‌های دختری‌اش را برای ازدواج به او پیشنهاد می‌دهد. بهرامی درخواست «کاملاً مسخره» او را رد کرد (محمدرضا، پسر رضاخان، در آن زمان پنج ساله بود) و توصیه کرد که خزعل تلگرافی با پیام «فرمانبرداری و تسلیم» به مجلس ارسال کند؛ که بر حسب وظیفه انجام داد؛ که این مثل بمب در میان همدستان او ترکید. خزعل آنگاه درخواست ملاقات رسمی (که قبلاً در ششم دسامبر تعیین شده بود) شد. رضاخان عذرخواهی‌اش را قبول کرد و به او تضمین داد که «در صورت دریافت هشدار بدشگونی از تکرار دوباره خلاف‌کاری او»، منجر به اعدامش خواهد شد. سپس رضاخان با لورین و هوارد (که مترجم بود) ملاقات کرد. زمانی که لورین از آینده خزعل پرسید، رضاخان جواب داد که او را قبلاً بخشیده است.

## دستگیری و اعزام به تهران

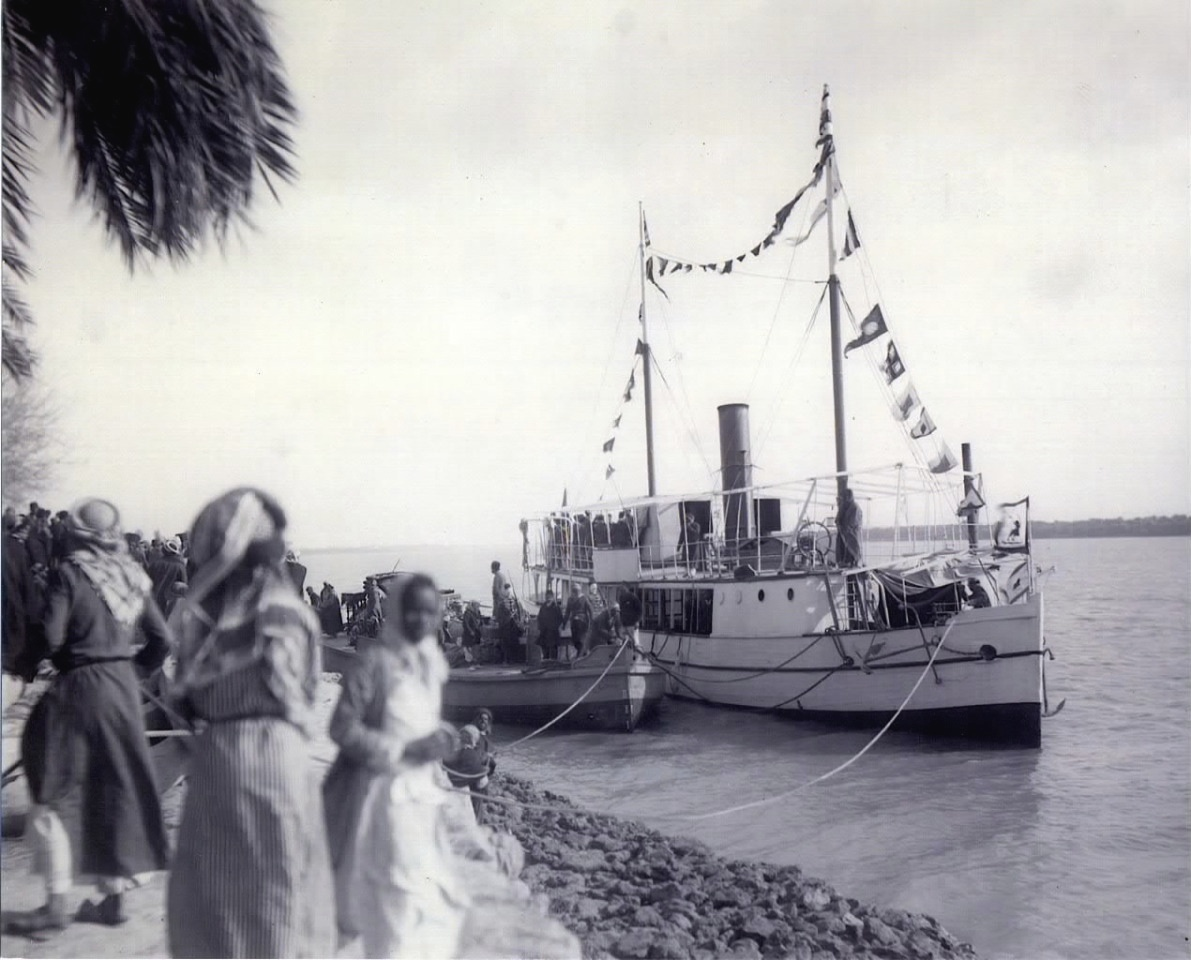
کشتی تفریحی شیخ خزعل که در آن ربوده شد

دو هفته پس از نخستین ملاقات رضا خان و شیخ خزعل، قوای دولتی کنترل کامل ایالت خوزستان را به‌دست گرفتند و ژنرال فضل‌الله زاهدی که رهبری نیروهای دولتی علیه خزعل و همدستانش را به عهده داشت، به سمت فرماندار نظامی استان و استاندار منصوب شد. نام ایالت از آن تاریخ به نام رسمی سابق خود یعنی خوزستان بازگردانده شد. پس از بازدید از نقاط دیگر استان، رضا خان به زیارت اماکن مقدسه شیعیان در عراق رفت. سپس برای دیداری دیگر با خزعل به محمره برگشت. در ۲۸ آذر ماه ۱۳۰۳ - (۱۹ دسامبر ۱۹۲۴) رضا خان سندی را امضا کرد که بر مبنای آن شیخ خزعل بخشوده و به او اطمینان داده شد که زمین‌ها و املاک خصوصی وی مورد احترام دولت قرار خواهند گرفت و خود و خانواده اش اذیت و آزار نخواهند شد. خزعل نیز در مقابل تعهد کرد که تمامی بدهی‌ها و مالیات‌های معوقه خود را به دولت پرداخت کند.
رضا خان دریافته بود که با وجود خزعل در خوزستان، آرامش و امنیت در آن ایالت بر قرار نخواهد شد و می‌باید نیروی نظامی قابل توجهی در آن منطقه مستقر کند؛ لذا قصد داشت که شیخ را به پایتخت منتقل کرده و وی را تحت نظارت قرار دهد، در عین حال می‌دانست که خزعل داوطلبانه به تهران نخواهد آمد. وقتی که در پایتخت مطلع شدند که خزعل قصد ترک ایران و زندگی در املاک خود در بصره را دارد، رضا خان در «آوریل ۱۹۲۵» به سر پرسی لورین (سفیر بریتانیا در ایران) اطلاع داد که شیخ بدهی‌های مالیاتی خود را پرداخت نکرده و از لورین خواست که خزعل را برای آمدن به تهران و تسویه حساب مالیاتی متقاعد کند.
در پی این درخواست، انگلیسی‌ها با خزعل تماس گرفته و او را به این کار ترغیب کردند، اما خزعل که طبیعتاً از این جریان بیمناک بود، آن درخواست را بی‌پاسخ گذارد. مقامات ایرانی می‌دانستند که شیخ شب‌ها را تا نزدیک سحر در کشتی تفریحی خود به عیش و نوش سپری می‌کند. با رهنمود محرمانه رضا خان به ژنرال زاهدی، در شب ۲۹ فروردین ۱۳۰۴، زمانی که خزعل و همراهانش همگی در قایق مست بوده و در حال خوش‌گذرانی با رقاصه‌ها بودند، در پی یک شبیخون، سپاهیان وارد قایق تفریحی خزعل شده و شیخ را دستگیر و به همراه پسرش عبدالحمید به تهران فرستادند.

## عضویت در مجلس مؤسسان اول
خزعل کعبی از نمایندگان مجلس مؤسسان اول بود که برای انقراض سلسله قاجاریه در سال ۱۳۰۴ خورشیدی تشکیل شد. او در سن ۷۰ سالگی با ۱۰۵۱ رأی از شهر محمره انتخاب شد.

## مرگ خزعل کعبی

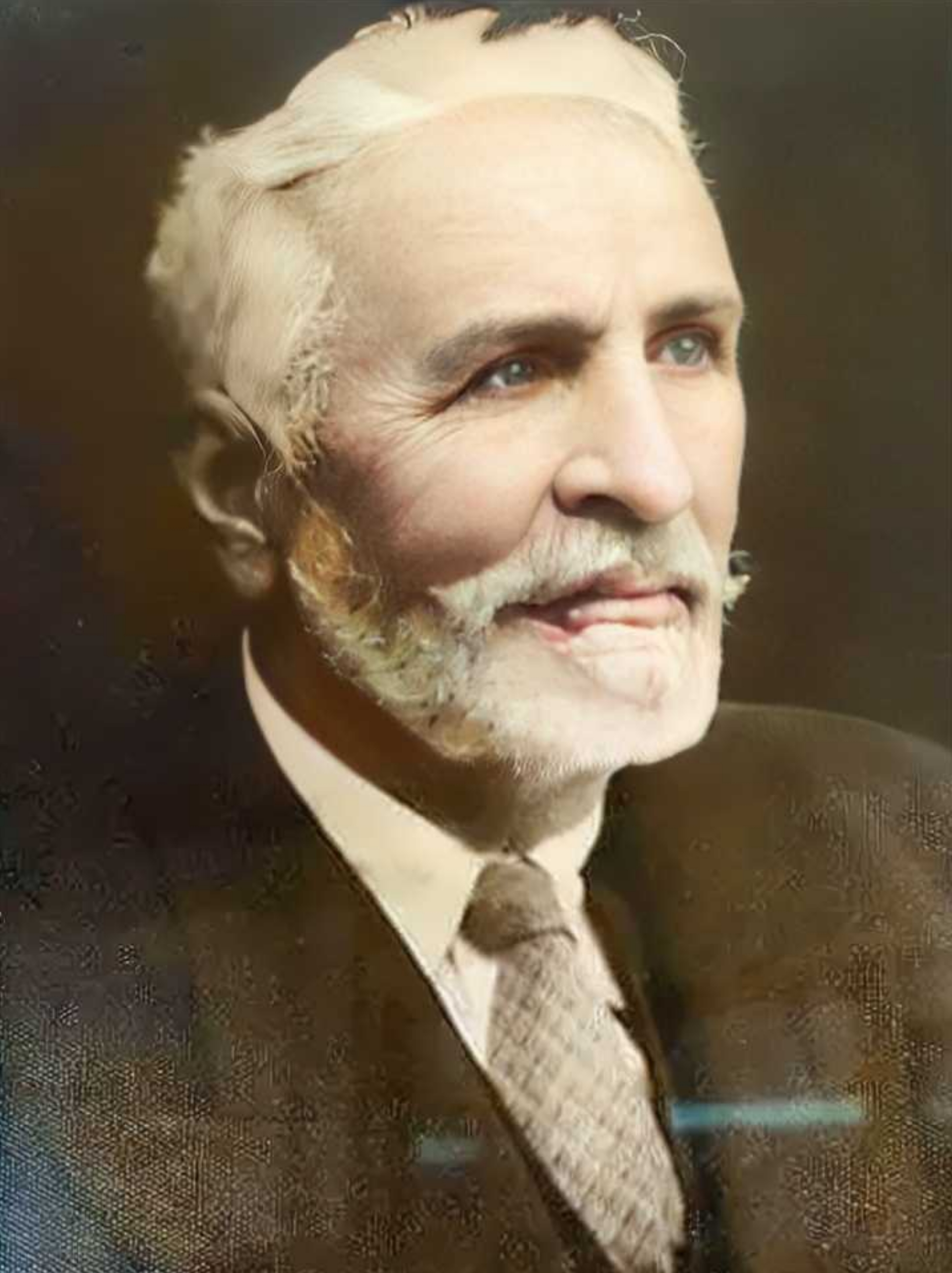
شیخ خزعل در شش ماه پایانی حیاتش

کعبی در بدو ورود به تهران به خانهٔ آصف‌الدوله رفت و سپس به باغ فخرالسلطنه همسر خود، دختر حسینقلی‌خان نظام‌السلطنه، که واقع در امامزاده قاسم شمیران بود، روزگار را تا یازده سال بعد تحت محافظت گذرانید. البته نشان‌هایی که او از دولت انگلیس داشت، مانع از کشتن او می‌شد و الا در همان روزهای اول دستگیری، او را می‌کشتند.
بالاخره دفتر زندگانی شیخ بعد از یک دورهٔ پرفرازونشیب سرانجام در روز چهاردهم خرداد سال ۱۳۱۵ ه‍.خ بسته شد. این چهرهٔ سیاسی در هفتاد و پنج سالگی در منزل شخصی خود که همان باغ فخرالسلطنه بود به فرمان رضاشاه به دست چند تن از مأموران شهربانی به قتل رسید. جسد شیخ در امامزاده عبدالله شهرری به صورت امانت به خاک سپرده، سپس در حدود سال ۱۹۵۶ م. (۱۳۳۵ ه‍.خ) به نجف اشرف منتقل گشت.
شرح دستگیری و شکست خزعل توسط دبیراعظم بهرامی تحت عنوان سفرنامهٔ خوزستان تنظیم شده است.

### عاملان قتل
با آن که پس از انتشار خبر مرگ خزعل کعبی، آگاهان به امور در همان روزگار تردید نداشته‌اند که او به دست مأموران زیردست شهربانی به قتل رسیده است، فقط پس از رضاشاه و در جریان محاکمهٔ مأموران شهربانی او بود که مستندات لازم دربارهٔ نقش شهربانی در قتل شیخ خزعل به دست آمد. در قتل شیخ خزعل عباس بختیاری معروف به «مأمور شش‌انگشتی» نقش اصلی را بر عهده داشت. عباس بختیاری، که از زیردستان مختاری بود و در بسیاری از قتل‌های پیدا و پنهان دورهٔ رضاشاه نقش درجه اولی داشت، از مأموران و افسران برجستهٔ ادارهٔ سیاسی شهربانی بود و با این که انگشت شست یکی از دست‌هایش را در تمرین تیراندازی از دست داده بود به «شش‌انگشتی» معروف شده بود.
به هر حال، عباس بختیاری، با همدستی چند تن دیگر از مأموران ادارهٔ آگاهی شهربانی با دستور مستقیمی که از مختاری و او از شخص رضاشاه داشت در بیست و چهارم خرداد ۱۳۱۵ ه‍.خ شیخ خزعل را در تهران با خفه کردن کشتند.

## بناها و کاخ‌های شیخ خزعل
فیلیه یکی از کاخهای شیخ خزعل است که در زمان قاجار بنا شد. قصر فیلیه در محدودهٔ شلمچه در کنار اروندرود واقع است. ک‍اخ ت‍اری‍خ‍ی ش‍ی‍خ خ‍زع‍ل در م‍ن‍طق‍هٔ ف‍ی‍ل‍ی‍هٔ محمره ب‍ا ۸۱ س‍ال ق‍دم‍ت ی‍ک‍ی از آث‍ار م‍ل‍ی و ت‍اری‍خ‍ی ایران ب‍ه‍. ش‍م‍ار م‍ی رود. ک‍اخ ش‍ی‍خ خ‍زع‍ل در س‍ال ۱۹۱۷ در زم‍ی‍ن‍ی ب‍ا زی‍رب‍ن‍ای ۷۸۸ م‍ت‍ر م‍رب‍ع در ک‍ن‍ار ن‍ه‍ر ف‍ی‍لیهٔ محمره بنا شد. ق‍س‍م‍ت‌ه‍ای‍ی از ب‍ن‍ای ت‍اری‍خ‍ی ک‍اخ ش‍ی‍خ خ‍زع‍ل در اث‍ر ج‍ن‍گ ایران و عراق و ع‍وام‍ل ج‍وی ت‍خ‍ری‍ب ش‍د ول‍ی پ‍س از پ‍ای‍ان ج‍ن‍گ ب‍ار دی‍گ‍ر م‍رم‍ت شد. فیلیه در سال ۱۳۷۹ به شمارهٔ ۲۸۴۵ در فهرست آثار ملی ثبت شده بود و تخریب آن در حالی صورت گرفت که برخلاف گفته‌های مدیران میراث فرهنگی آبادان مرمت بخشی از این بنا از دو سال قبل آغاز شده بود. این بنا در تاریخ ۱۶ آبان ۱۳۸۹ تخریب شد.
کاخ دیگر آن در روستای مظفریه اهواز واقع شده است که در سیل سال ۱۳۴۷ به‌طور کامل ویران گردید، و اکنون به عنوان قبرستان این روستا مورد استفاده قرار گرفته است. میراث فرهنگی بانیان تخریب فیلیه را یک نهاد نظامی دانسته. تخریب این بنا با بازتاب وسیع خبری در سایت‌های خبری ایران و خارج مواجه شد

### خانهٔ دادرس
خانهٔ دادرس یکی از خانه‌های قدیمی شهر اهواز است که برخی افراد محلی می‌گویند خانه یا کاروانسرایی متعلق به شیخ خزعل بوده است. این خانه در سال ۱۳۸۲ به ثبت در آثار ملی رسید و در بازار عبدالحمید اهواز واقع شده است.

## همسران و اولاد
شیخ خزعل چندین همسر و از آنان اولادی داشت. از جمله همسران وی، خانم فخر السلطنه بود که دختر نظام السلطنه مافی و مادر مهندس نظام عامری بود.
یکی دیگر از همسران وی جمیل‌السلطنه (دختر سیف‌الدوله) است که دارای فرزند نشد. ناخدا فرید خزعل نوه پسری شیخ خزعل بود.

## تألیفات
- الریاض الخزعلیة فی السیاسة الإنسانیة

## افتخارات
- نشان اقدس (مه ۱۹۲۰)[۴۲]
- درجه عالی و عنوان سردار ارفع (۱۹۰۲)[۴۲]
- معزالسلطنه (آوریل ۱۸۹۸)[۴۲]
- نشان افتخار شیر و خورشید (نظامی)[نیازمند منبع]
- شوالیه نشان استانیسلاوس مقدس (۱۹۰۴)[۴۲]
- شوالیه فرمانده افتخاری نشان امپراتوری هند (GCIE) (۳ ژوئیه ۱۹۱۶)[۴۳]
- شوالیه فرمانده افتخاری نشان امپراتوری هند (KCIE) (۱۵ نوامبر ۱۹۱۰)[۴۴]
- شوالیه فرمانده افتخاری نشان ستاره هند (KCSI) (۲۲ ژوئیه ۱۹۱۴)[۴۵]
- شوالیه فرمانده نشان گریگوری مقدس(۱۹۲۱)[۴۶][۴۷]